# Кревишон
Кревишон (фр. Crevichon) — располагающийся к западу от Херма и к северу от Джету остров в группе Нормандских островов, административно относящийся к Гернси.
В различные периоды истории острова на нём располагались пиратская база и склад оружия и боеприпасов из замка Корнет. Также гранит с острова использовался для постройки ступеней собора святого Павла в Лондоне.

## Внешние ссылки
- Фотографии острова. Архивировано из оригинала 24 января 2010 года.